# Schweizerisches Inventar der Kulturgüter von nationaler und regionaler Bedeutung
Das Schweizerische Inventar der Kulturgüter von nationaler und regionaler Bedeutung – kurz Kulturgüterschutzinventar oder KGS-Inventar – ist das Verzeichnis der Objekte von nationaler Bedeutung (sogenannte «A-Objekte») und der Objekte von regionaler Bedeutung (sogenannte «B-Objekte»), die zum Kulturerbe der Schweiz gerechnet werden. In der aktuellen Fassung von 2021 enthält das KGS-Inventar 3'400 A-Objekte und rund 10'000 B-Objekte. In dem Inventar sind Baudenkmäler und andere einzelne Objekte erfasst, aber auch Sammlungen beispielsweise in Museen sowie archäologische Fundstellen. Die Fachstelle Kulturgüterschutz im Bundesamt für Bevölkerungsschutz ist für die Verwaltung des Inventars zuständig.

## Geschichte

### Rechtliche Grundlagen

Das Emblem des HAK von 1954 zur Kennzeichnung von geschütztem Kulturgut

Das Ergebnis der Haager Konferenz vom 21. April bis 14. Mai 1954 war die Haager Konvention zum Schutz von Kulturgut bei bewaffneten Konflikten (schweizerische Fassung: Haager Abkommen für den Schutz von Kulturgut bei bewaffneten Konflikten, kurz HAK) der UNESCO vom 14. Mai 1954. Die Schweiz trat dem Haager Abkommen im Jahr 1962 bei.
Zur Umsetzung des Haager Abkommens wurden in der Schweiz 1966 das Kulturgüterschutzgesetz (KGSG) und 1968 die Kulturgüterschutzverordnung (KGSV) geschaffen. In Art. 4 d KGSG ist festgelegt, dass das KGS-Inventar zu den Aufgaben des Bundesamtes für Bevölkerungsschutz zählt: «Es führt ein Kulturgüterschutzinventar mit Objekten von nationaler und regionaler Bedeutung (KGS-Inventar), legt es dem Bundesrat zur Genehmigung vor und veröffentlicht es.»
Die KGSV gibt dazu näher an (Art. 2 Satz 1): «Das Kulturgüterschutzinventar mit den A- und den B-Objekten (KGS-Inventar) wird vom Bundesamt für Bevölkerungsschutz (BABS) in Zusammenarbeit mit den Kantonen und der Eidgenössischen Kommission für Kulturgüterschutz erstellt. Es wird periodisch nachgeführt.» Und (Art. 2 Satz 3): «Das BABS liefert dem Bundesamt für Landestopografie die Daten zu den A‑Objekten. Das Bundesamt für Landestopografie bildet die Daten im Geoportal des Bundes ab.»

### Ausgaben
Das KGS-Inventar erschien 1988 zum ersten Mal. Die zweite Ausgabe folgte im Jahr 1995, die dritte im Jahr 2009.
In der dritten Ausgabe des Inventars vom 27. November 2009 wurden erstmals alle Objekte von nationaler Bedeutung (A-Objekte) mittels einer Matrix (ein standardisiertes Inventarblatt mit fixen Kategorien) eingestuft und anhand vergleichbarer Kriterien bewertet. Dies erfolgte nicht nur für einzelne Objekte, sondern auch für Sammlungen in Archiven, Bibliotheken und Museen sowie für archäologische Fundstellen.
Seit 2021 liegt das KGS-Inventar in der vierten Ausgabe vor.

## Inhalt
Nach den Bestimmungen des Haager Abkommens umfasst der Kulturgüter-Begriff die folgenden Objekte:
«a) bewegliches oder unbewegliches Gut, das für das kulturelle Erbe der Völker von grosser Bedeutung ist, wie z. B. Bau‑, Kunst‑ oder geschichtliche Denkmäler kirchlicher oder weltlicher Art, archäologische Stätten, Gruppen von Bauten, die als Ganzes von historischem oder künstlerischem Interesse sind, Kunstwerke, Manuskripte, Bücher und andere Gegenstände von künstlerischem, historischem oder archäologischem Interesse sowie wissenschaftliche Sammlungen und bedeutende Sammlungen von Büchern, von Archivalien oder von Reproduktionen des oben umschriebenen Kulturguts;
 b) Gebäude, die in der Hauptsache und tatsächlich der Erhaltung oder Ausstellung des unter a umschriebenen beweglichen Guts dienen, wie z. B. Museen, grosse Bibliotheken, Archive sowie Bergungsorte, in denen im Falle bewaffneter Konflikte das unter a umschriebene bewegliche Kulturgut in Sicherheit gebracht werden soll;
 c) Denkmalzentren, das heisst Orte, die in beträchtlichem Umfange Kulturgut im Sinne der Unterabsätze a und b aufweisen.»
Idealerweise soll das Inventar also die Gesamtheit der Schweizer Kulturgüterlandschaft und alle bedeutenden beweglichen – typischerweise Inhalte von Sammlungen oder Archiven – und unbeweglichen Objekte – typischerweise Gebäude oder archäologische Fundstellen – abbilden.
Die Einträge sind in zwei Kategorien unterteilt: solche von nationaler Bedeutung (A-Objekte) und solche von regionaler Bedeutung (B-Objekte). Objekte von lokaler Bedeutung (C-Objekte) sind in diesem Inventar nicht enthalten, können aber von den kantonalen Behörden in einem Verzeichnis festgehalten werden.
Die Auswahl der in das Inventar aufgenommenen Objekte geschieht im Zusammenspiel zwischen den Kantonen, dem FB KGS und der Eidgenössischen Kommission für Kulturgüterschutz. Zuerst stellen die Kantone der Kommission eine Liste mit für die Aufnahme ins Inventar vorgeschlagenen Objekten vor, worauf diese Listen von Bewertungsausschüssen (Arbeitsgruppen, welche über Expertenwissen in den Kategorien Archäologie, Archive, Bibliotheken, Einzelbauten und Museen verfügen) analysiert und eben bewertet werden. In der Folge werden die dabei erzielten Ergebnisse wieder mit den Kantonen verhandelt und, nachdem sie im Rahmen von Konsultationen von den betroffenen Verwaltungsstellen begutachtet worden sind, durch den Bundesrat abgesegnet.

## Dokumentation
Das die ganze Schweiz umfassende gedruckte Verzeichnis des KGS-Inventars hat in der Ausgabe von 2021 einen Umfang von mehr als 400 Seiten. Es kann als PDF kostenlos heruntergeladen werden. Ansonsten liegt das KGS-Inventar in separaten Tabellen für jeden Kanton vor, die regelmässig aktualisiert werden und ebenfalls als PDF-Dateien verfügbar sind.
Ferner gibt es das KGS-Inventar als GIS-Anwendung im Internet. In der GIS-Anwendung sind allerdings nur die A-Objekte erfasst.